# Thomas E. Sanders
Thomas E. Sanders (* 1953 in San Pedro, Kalifornien; † 6. Juli 2017) war ein US-amerikanischer Szenenbildner und Artdirector.

## Leben
Sanders arbeitete zunächst als Möbeldesigner und kam eher zufällig zum Film. Zunächst betrieb er eine eigene Firma für Filmbauten, stieß diese jedoch ab, als er 1990 die Möglichkeit bekam, für Tony Scott als Artdirector zu arbeiten. Mit Scott entstanden der Actionfilm Revenge – Eine gefährliche Affäre und Tage des Donners, danach arbeitete er für Steven Spielberg an Hook. 1993 war Sanders, gemeinsam mit Garrett Lewis, für Francis Ford Coppolas Bram Stoker’s Dracula erstmals für den Oscar in der Kategorie bestes Szenenbild nominiert. 1999 erfolgte seine zweite Oscar-Nominierung für Steven Spielbergs Der Soldat James Ryan, gemeinsam mit Lisa Dean.
Zu seinen weiteren Filmen als Szenenbildner zählen unter anderem Braveheart, Mission: Impossible II und Apocalypto. Daneben arbeitete er 1996 als Regisseur an einer Folge der Fernsehserie Geschichten aus der Gruft.
Sanders verstarb im Alter von 63 Jahren an den Folgen einer Krebserkrankung. Er war verheiratet und hatte fünf Kinder.

## Filmografie (Auswahl)
- 1990: Tage des Donners (Days of Thunder)
- 1991: Hook
- 1992: Bram Stoker’s Dracula (Dracula)
- 1994: Maverick – Den Colt am Gürtel, ein As im Ärmel (Maverick)
- 1995: Braveheart
- 1997: Ein Vater zuviel (Fathers’ Day)
- 1998: Der Soldat James Ryan (Saving Private Ryan)
- 2000: Mission: Impossible II
- 2002: Wir waren Helden (We Were Soldiers)
- 2005: Wo die Liebe hinfällt … (Rumor Has It…)
- 2006: Apocalypto
- 2008: Eagle Eye – Außer Kontrolle (Eagle Eye)
- 2011: Red Riding Hood – Unter dem Wolfsmond (Red Riding Hood)
- 2013: After Earth
- 2015: Crimson Peak
- 2016: Star Trek Beyond

## Auszeichnungen (Auswahl)
- 1993: Oscar-Nominierung in der Kategorie bestes Szenenbild für Bram Stoker’s Dracula
- 1999: Oscar-Nominierung in der Kategorie bestes Szenenbild für Der Soldat James Ryan
- 1994: BAFTA-Film-Award-Nominierung in der Kategorie bestes Szenenbild für Bram Stoker’s Dracula
- 1996: BAFTA-Film-Award-Nominierung in der Kategorie bestes Szenenbild für Braveheart
- 1999: BAFTA-Film-Award-Nominierung in der Kategorie bestes Szenenbild für Der Soldat James Ryan